# Konfederační kongres

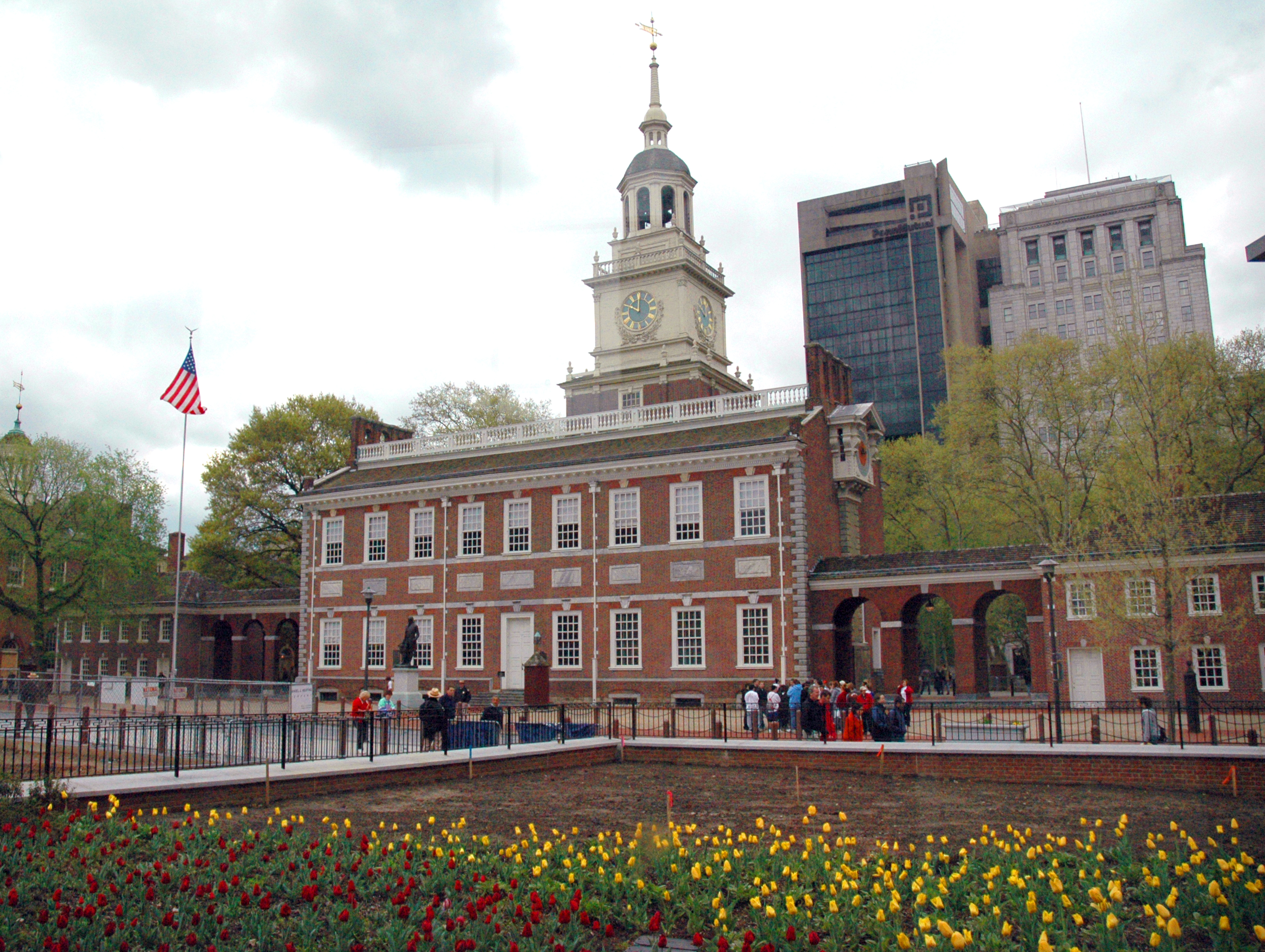
Independence Hall, Filadelfie, Pensylvánie

Konfederační kongres či Kongres Konfederace, formálně označovaný jako United States in Congress Assembled byl řídícím orgánem Spojených států amerických od 1. března 1781 do 4. března 1789. Jednokomorový orgán s legislativními a výkonnými pravomocemi byl složen z delegátů jmenovaných zákonodárci jednotlivých států. Každý stát byl zastoupen jedním delegátem. Konfederačnímu kongresu předcházel druhý kontinentální kongres (1775–1781) a byl vytvořen na základě Articles of Confederation (Článků Konfederace) v roce 1781.

## Historie kongresů
První kontinentální kongres zasedal od 5. září do 26. října 1774 ve Filadeldfii. Druhý kontinentální kongres zasedal od 10. května 1775 do 1. března 1781 také ve Filadelfii, krátce po bitvě o Lexington a Concord. Dne 4. července 1776 byla delegáty podepsána Deklarace nezávislosti Spojených států. Kongres přesouval své místo setkávání postupně do Princetonu v New Jersey, Annapolisu v Marylandu, Trentonu v New Jersey a poté v lednu 1785 do New Yorku, který zůstal sídlem vlády několik let. Konfederační kongres se odkazoval na druhý kontinentální kongres a jeho osmiletou historii, ačkoli moderní historici oddělují Konfederační Kongres od dvou předchozích, které fungovaly s mírně odlišnými pravidly a procedurami až do pozdní části americké revoluční války. Členství ve druhém kontinentálním kongresu se automaticky přeneslo do Konfederačního kongresu. Ten byl vytvořen ratifikací Articles of Confederation a měl stejného tajemníka jako druhý kontinentální kongres Charlese Thomsona.
Konfederační kongres byl následován Kongresem Spojených států amerických jak je stanoveno v nové ústavě Spojených států, navržené ve Filadelfii dne 17. září 1787 Filadelfským ústavním konventem a přijato Spojenými státy v roce 1788.

Velká pečeť USA, 1782

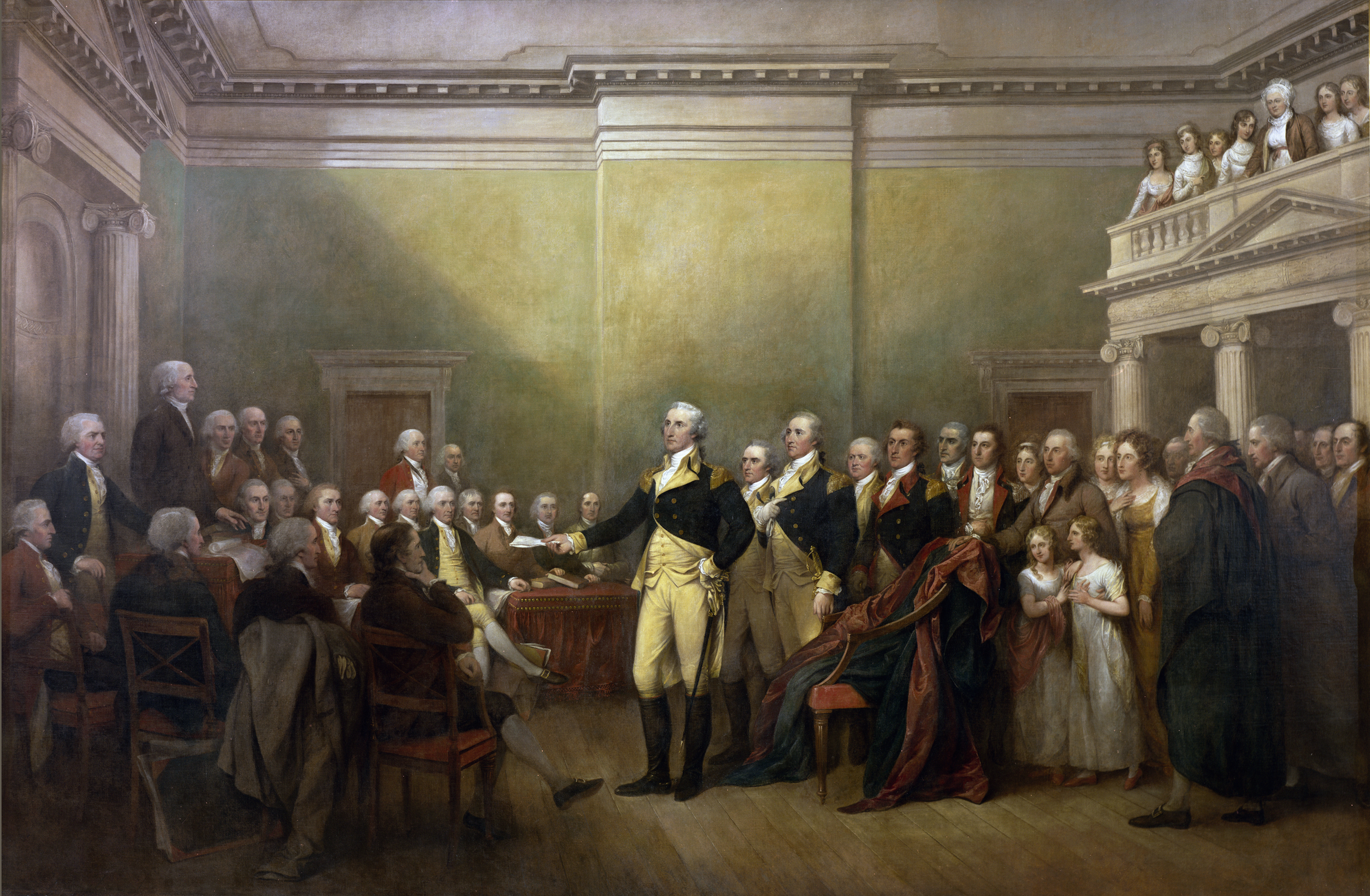
23. prosinec 1783, generál G. Washington se vzdává své funkce, John Trumbull

## Zasedání v Marylandu
Kongres Konfederace byl zahájen v posledních fázích americké revoluce. Válka skončila v říjnu 1781, s kapitulací Britů po bitvě u Yorktownu v roce 1781. Britové však nadále okupovali New York, zatímco američtí delegáti v Paříži, jmenovaní Kongresem, vyjednávali podmínky míru s Velkou Británií. Na základě předběžných dohod s britskými vyjednavači uzavřenými 30. listopadu 1782 a schválenými Kongresem 15. dubna 1783 byla Pařížská smlouva podepsána 3. září 1783 a poté ratifikována 14. ledna 1784 jako smlouva Treaty of Paris Konfederačním kongresem zasedajícím v Maryland State House v Annapolisu. Tato smlouva formálně ukončila americkou revoluční válku mezi Velkou Británií a třinácti bývalými koloniemi, které už 4. července 1776 vyhlásily nezávislost. V prosinci 1783, generál George Washington, vrchní velitel kontinentální armády, odcestoval do Annapolisu poté, co se rozloučil se svými důstojníky a vojáky. Dne 23. prosince v Maryland State House oslovil civilní vůdce a delegáty Kongresu a odevzdal delegátům pověření, kterým mu odhlasovali velení Kontinentální armády v červnu 1775, na začátku válečného konfliktu. Tímto jednoduchým gestem uznal obnovenou vládu moci civilní nad mocí vojenskou. Poté nastoupil dovolenou a další den odcestoval ke své rodině a ke své plantáži Mount Vernon v okrese Fairfax u řeky Potomac poblíž města Alexandrie ve Virginii.

## Finanční potíže
Kongres měl omezené pravomoce a bez vnější hrozby války proti Britům bylo obtížným získat dostatek delegátů, aby vytvořili kvórum. Kongresu se přesto podařilo schválit důležité zákony, zejména nařízení Northwest Ordinance z roku 1787.
Válka za nezávislost zatížila zemi obrovským dluhem. V roce 1784 činil celkový dluh Konfederace téměř 40 milionů dolarů. Z této částky bylo 8 milionů dolarů dlužno Francii a Holandsku. Z tuzemského dluhu tvořily 11,5 milionu USD státní dluhopisy, známé jako certifikáty úvěrové kanceláře, certifikáty úrokové zadluženosti 3,1 milionu USD a kontinentální certifikáty 16,7 milionu USD.
Certifikáty byly bezúročnými směnkami vydanými za nejrůznější dodávky armádě a za platby vojákům a důstojníkům. Aby zaplatil úrok a jistinu dluhu, Kongres dvakrát navrhl změnu článků, které jim daly pravomoc uložit 5% clo na dovoz, ovšem změna článků vyžadovala souhlas všech třinácti států: daňový plán z roku 1781 byl odmítnut státy Rhode Island a Virginie, zatímco revidovaný plán z roku 1783 byl odmítnut New Yorkem.
Bez příjmů, s výjimkou skromných dobrovolných rekvizic státu, nemohl Kongres ani zaplatit úrok ze svého dluhu. Mezitím se státy většinou vymlouvaly na nedostatek financí nebo rovnou odmítly vyhovět požadavkům Kongresu.

## Ústava Spojených států
V září 1786 delegáti Marylandu a Virginie vyzvali ke konání shromáždění, které by bylo schopno najít řešení nahromaděných problémů. Delegáti se setkali v hlavním městě Marylandu v Annapolis. Annapolis Convention (Annapolská úmluva) z roku 1786 se nejprve pokusila zdokonalit původní Články Konfederace. Problémů, které bylo nutno řešit bylo mnoho a tak Konvent vyzval k širšímu setkání. Kongres Konfederace schválil tento záměr a vyzval jednotlivé státy, aby vyslaly své delegáty s doporučením řešení. Shromáždění se konalo koncem jara 1787 ve Filadelfii. Utajená jednání pokračovala po celé léto v „Old Pennsylvania State House“, budova nyní známá jako Independence Hall. Nakonec 17. září 1787 Filadelfský ústavní konvent pod předsednictvím bývalého generála George Washingtona místo řady dodatků nebo změn starých Článků Konfederace vydal pro USA novou ústavu. Konfederační Kongres dokument přijal a předložil jej jednotlivým státům. Dne 21. června 1788 byla ústava ratifikována dostatečným počtem států (požadováno devět států). Poté dne 12. září 1788 Konfederační kongres stanovil datum 7. ledna 1789 pro konání voleb voličů prvního prezidenta USA. Datum pro volbu prezidenta bylo stanoveno na 4. února 1789 a datum, kdy ústava začne platit bylo stanoveno na 4. března 1789. Toto datum bylo zároveň stanoveno jako datum svolání nového Kongresu Spojených států amerických. První úkol nového vládního orgánu bude stanovení času a místa inaugurace prvního prezidenta Spojených států.
Konfederační kongres pokračoval v práci ještě další měsíce. Dne 10. října 1788 se v Kongresu naposledy sešlo kvórum delegátů potřebné pro hlasování. Delegáti přijížděli i nadále, ale nikdy jich nebyl dostatečný počet nutný pro hlasování. Poslední zasedání Konfederačního kongresu se konalo 2. března 1789, dva dny před počátkem platnosti nové ústavy. Na této schůzi byl přítomen pouze jeden člen, Philip Pell, vášnivý anti-federalista a odpůrce ústavy, doprovázený tajemníkem Kongresu Charlesem Thompsonem. Philip Pell přerušil zasedání a pokračování odložil „sine die“, tedy na neurčito.

### Prezidenti kongresu
Kontinentálnímu kongresu předsedal prezident (v mnoha oficiálních záznamech označován jako prezident Spojených států), který byl členem Kongresu a který byl ostatními delegáty zvolen jako předsedající s funkcí neutrálního moderátora diskuse. Tato osoba, zvolená na neobnovitelné jednoleté funkční období, předsedala také Výboru států (Committee of the States). V mezidobí, kdy se žádné zasedání nekonalo a vykonával prezident další správní funkce. Nebyl však vybaven pravomocemi, které má současný prezident USA, neboť veškeré funkce, které vykonával, byly pod přímou kontrolou Kongresu. Celkem měl Kongres 10 prezidentů, první byl Samuel Huntington, který byl po Johnu Jayovi posledním prezidentem druhého kontinentálního kongresu od 28. září 1779 a s touto funkcí přešel do Konfederačního Kongresu.

### Seznam zasedání
| První zasedání Konfederačního Kongresu | První zasedání Konfederačního Kongresu                                 | První zasedání Konfederačního Kongresu                                                          | První zasedání Konfederačního Kongresu | První zasedání Konfederačního Kongresu |
| -------------------------------------- | ---------------------------------------------------------------------- | ----------------------------------------------------------------------------------------------- | -------------------------------------- | -------------------------------------- |
| 2. března 1781 3. listopadu 1781       | Independence Hall, (Pennsylvania State House), Filadelfie, Pensylvánie | Prezident: Samuel Huntington, Connecticut do 10. července 1781, poté Thomas McKean, Pensylvánie |                                        |                                        |

Stanovy Konfederačního Kongresu Articles of Confederation (Články Konfederace) byly podepsány 2. února 1781 a byly odsouhlasené Kontinentálním Kongresem 1. března 1781. Konfederační Kongres poprvé zasedal 2. března 1781. Prezidentem byl Samuel Hungtingon, který byl prezidentem druhého kontinentálního kongresu do 2. září 1779
| Druhé zasedání Konfederačního Kongresu | Druhé zasedání Konfederačního Kongresu                                 | Druhé zasedání Konfederačního Kongresu | Druhé zasedání Konfederačního Kongresu | Druhé zasedání Konfederačního Kongresu |
| -------------------------------------- | ---------------------------------------------------------------------- | -------------------------------------- | -------------------------------------- | -------------------------------------- |
| 5. listopadu 1781 2. listopadu 1782    | Independence Hall, (Pennsylvania State House), Filadelfie, Pensylvánie | President: John Hanson                 |                                        |                                        |

| Třetí zasedání Konfederačního Kongresu | Třetí zasedání Konfederačního Kongresu | Třetí zasedání Konfederačního Kongresu | Třetí zasedání Konfederačního Kongresu | Třetí zasedání Konfederačního Kongresu |
| -------------------------------------- | --- | -------------------------------------- | -------------------------------------- | -------------------------------------- |
| 4. listopadu 1782 1. listopadu 1783    | Independence Hall, (Pennsylvania State House), Filadelfie, Pensylvánie do 21. června 1783, od 30. června Nassau Hall, Princeton, New Jersey | Prezident: Elias Boudinot, New Jersey  |                                        |                                        |

| Čtvrté zasedání Konfederačního Kongresu | Čtvrté zasedání Konfederačního Kongresu                                                                                  | Čtvrté zasedání Konfederačního Kongresu | Čtvrté zasedání Konfederačního Kongresu | Čtvrté zasedání Konfederačního Kongresu |
| --------------------------------------- | --- | --------------------------------------- | --------------------------------------- | --------------------------------------- |
| 3. listopadu 1783 3. června 1784        | Nassau Hall, Princeton, New Jersey od 4. listopadu 1783, Maryland State House, Annapolis, Maryland od 26. listopadu 1783 | Prezident: Thomas Mifflin, Pensylvánie  |                                         |                                         |

| Páté zasedání Konfederačního Kongresu | Páté zasedání Konfederačního Kongresu                                                                         | Páté zasedání Konfederačního Kongresu            | Páté zasedání Konfederačního Kongresu | Páté zasedání Konfederačního Kongresu |
| ------------------------------------- | --- | ------------------------------------------------ | ------------------------------------- | ------------------------------------- |
| 1. listopadu 1784 6. listopadu 1785   | French Arms Tavern, Trenton, New Jersey do 24. prosince 1784, City Hall, New York, New York od 11. ledna 1785 | Prezident: Richard Henry Lee (od 30. ledna 1784) |                                       |                                       |

| Šesté zasedání Konfederačního Kongresu | Šesté zasedání Konfederačního Kongresu | Šesté zasedání Konfederačního Kongresu                                                                       | Šesté zasedání Konfederačního Kongresu | Šesté zasedání Konfederačního Kongresu |
| -------------------------------------- | -------------------------------------- | --- | -------------------------------------- | -------------------------------------- |
| 7. listopadu 1785 2. listopadu 1786    | City Hall, New York, New York          | Prezident: John Hancock (od 23. listopadu 1785 do 5. června 1786), poté Nathaniel Gorham (od 6. června 1786) |                                        |                                        |

| Sedmé zasedání Konfederačního Kongresu | Sedmé zasedání Konfederačního Kongresu | Sedmé zasedání Konfederačního Kongresu         | Sedmé zasedání Konfederačního Kongresu | Sedmé zasedání Konfederačního Kongresu |
| -------------------------------------- | -------------------------------------- | ---------------------------------------------- | -------------------------------------- | -------------------------------------- |
| 6. listopadu 1786 4. listopadu 1787    | City Hall, New York, New York          | Prezident: Arthur St. Clair (od 2. února 1787) |                                        |                                        |

| Osmé zasedání Konfederačního Kongresu | Osmé zasedání Konfederačního Kongresu                                                                        | Osmé zasedání Konfederačního Kongresu        | Osmé zasedání Konfederačního Kongresu | Osmé zasedání Konfederačního Kongresu |
| ------------------------------------- | --- | -------------------------------------------- | ------------------------------------- | ------------------------------------- |
| 5. listopadu 1787 31. října 1788      | City Hall, New York, New York do 6. října 1788, Walter Livingston House, New York, New York od 8. října 1788 | Prezident: Cyrus Griffin (od 22. ledna 1788) |                                       |                                       |

| Deváté zasedání Konfederačního Kongresu | Deváté zasedání Konfederačního Kongresu     | Deváté zasedání Konfederačního Kongresu                                                            | Deváté zasedání Konfederačního Kongresu | Deváté zasedání Konfederačního Kongresu |
| --------------------------------------- | ------------------------------------------- | -------------------------------------------------------------------------------------------------- | --------------------------------------- | --------------------------------------- |
| 3. listopadu 1788 3. března 1789        | Walter Livingston House, New York, New York | Prezident: Cyrus Griffin (de jure, do 15. listopadu 1788, uvolněný z funkce od 15. listopadu 1788) |                                         |                                         |

Dne 14. září 1788, Konfederační Kongres rozhodl o ukončení činnosti k datu 4. března 1789, což bylo datum začátku platnosti nové ústavy a předání moci federální vládě. Datum ke kterému bude Kongres oficiálně rozpuštěn bylo stanoveno na 3. března 1789. Kongres byl svolán na 3. listopadu 1788. Nedostavil se dostatečný počet delegátů pro hlasování (sedm ze 13 států, požadováno devět). Do 2. března 1789 se delegáti různých států příležitostně shromáždili, ale nikdy ne v počtu potřebném pro kvórum. Vzhledem k tomu, že Kongres nemohl uskutečnit oficiální konec kvůli nedostatku kvóra, nemohl být na kongresový rok 1788–89 zvolen prezident. Výsledkem byla volba Cyruse Griffina, který nastoupil do funkce 22. ledna 1788, zůstal de jure prezidentem kongresu až do svého odstoupení 15. listopadu 1788.